# Dixième district congressionnel de l'Ohio
Le 10e district congressionnel de l'Ohio est représenté par le Républicain Mike Turner. Le district est basé dans le sud-ouest de l'Ohio et comprend le comté de Montgomery, le comté de Greene et une partie du comté de Clark.

## Historique de vote
| Année | Poste     | Résultats              |
| ----- | --------- | ---------------------- |
| 2000  | Président | Gore 53,0 % - 42,0 %   |
| 2004  | Président | Kerry 58,0 % - 41,0 %  |
| 2008  | Président | Obama 59,0 % - 39,0 %  |
| 2012  | Président | Romney 50,0 % - 48,0 % |
| 2016  | Président | Trump 51,0 % - 44,0 %  |
| 2020  | Président | Trump 51,0 % - 47,0 %  |

### Résultats sous les frontières actuelles (depuis 2023)[1]
| Année | Poste      | Résultats               |
| ----- | ---------- | ----------------------- |
| 2016  | Président  | Trump 50,7 % - 44,6 %   |
| 2016  | Sénat      | Portman 59,6 % - 36,1 % |
| 2018  | Sénat      | Brown 53,4 % - 46,6 %   |
| 2018  | Gouverneur | DeWine 51,7 % - 45,3 %  |
| 2020  | Président  | Trump 50,9 % - 47,4 %   |

## Liste des Représentants du district
| Membre                           | Parti                            | Années                            | Congrès        | Histoire électoral |
| -------------------------------- | -------------------------------- | --------------------------------- | -------------- | --- |
| District établit le 4 mars 1823  |                                  |                                   |                | |
| John Patterson (en)              | Républicain-Démocrate Adams-Clay | 4 mars 1823 - 3 mars 1825         | 18e            | Élu en 1822. Perd sa réélection. |
| David Jennings (en)              | Anti-Jacksonien                  | 4 mars 1825 - 25 mai 1826         | 19e            | Élu en 1824. Démissionne. |
| Vacant                           | Vacant                           | 25 mai 1826 - 4 décembre 1826     | 19e            | |
| Thomas Shannon (en)              | Anti-Jacksonien                  | 4 décembre 1826 - 3 mars 1827     | 19e            | Élu pour terminer le mandat de Jenning. Retrait. |
| John Davenport (en)              | Anti-Jacksonien                  | 4 mars 1827 - 3 mars 1829         | 20e            | Élu en 1826. Perd sa réélection. |
| William Kennon Sr. (en)          | Jacksonien (en)                  | 4 mars 1829 - 3 mars 1833         | 21e , 22e      | Élu en 1828. Réélu en 1830. |
| Joseph Vance (en)                | Anti-Jacksonien                  | 4 mars 1833 - 3 mars 1835         | 23e            | Redécoupage depuis le 4e district et réélu en 1832. |
| Samson Mason (en)                | Anti-Jacksonien                  | 4 mars 1835 - 3 mars 1837         | 24e - 27e      | Élu en 1834. Réélu en 1836. Réélu en 1838. Réélu en 1840. |
| Samson Mason (en)                | Whig                             | 4 mars 1837 - 3 mars 1843         | 24e - 27e      | Élu en 1834. Réélu en 1836. Réélu en 1838. Réélu en 1840. |
| Heman A. Moore (en)              | Démocrate                        | 4 mars 1843 - 3 avril 1844        | 28e            | Élu en 1843. Décès. |
| Vacant                           | Vacant                           | 3 avril 1844 - 8 octobre 1844     | 28e            | |
| Alfred P. Stone (en)             | Démocrate                        | 8 octobre 1844 - 3 mars 1845      | 28e            | Élu pour terminer le mandat de Moore. Retrait. |
| Columbus Delano                  | Whig                             | 4 mars 1845 - 3 mars 1847         | 29e            | Élu en 1844. |
| Daniel Duncan (en)               | Whig                             | 4 mars 1847 - 3 mars 1849         | 30e            | Élu en 1846. |
| Charles Sweetser (en) (Delaware) | Démocrate                        | 4 mars 1849 - 3 mars 1853         | 31e , 32e      | Élu en 1848. Réélu en 1850. |
| John L. Taylor (en)              | Whig                             | 4 mars 1853 - 3 mars 1855         | 33e            | Redécoupage depuis le 8e district et réélu en 1852. |
| Oscar F. Moore (en)              | Opposition Party (en)            | 4 mars 1855 - 3 mars 1857         | 34e            | Élu en 1854. |
| Joseph Miller (en)               | Démocrate                        | 4 mars 1857 - 3 mars 1859         | 35e            | Élu en 1856. |
| Carey A. Trimble (en)            | Républicain                      | 4 mars 1859 - 3 mars 1863         | 36e , 37e      | Élu en 1858. Réélu en 1860. |
| James Mitchell Ashley            | Républicain                      | 4 mars 1863 - 3 mars 1869         | 38e - 40e      | Redécoupage depuis le 5e district et réélu en 1862. Réélu en 1864. Réélu en 1866. |
| Truman H. Hoag (en)              | Démocrate                        | 4 mars 1869 - 5 février 1870      | 41e            | Élu en 1868. Décès. |
| Vacant                           | Vacant                           | 5 février 1870 - 23 avril 1870    | 41e            | |
| Erasmus D. Peck (en)             | Républicain                      | 23 avril 1870 - 3 mars 1873       | 41e , 42e      | Élu pour terminer le mandat de Hoag. Réélu en 1870. |
| Charles Foster                   | Républicain                      | 4 mars 1873 - 3 mars 1879         | 43e - 45e      | Redécoupage depuis le 9e district et réélu en 1872. Réélu en 1874. Réélu en 1876. |
| Thomas Ewing Jr.                 | Démocrate                        | 4 mars 1879 - 3 mars 1881         | 46e            | Redécoupage depuis le 12e district et réélu en 1878. |
| John B. Rice (en)                | Républicain                      | 4 mars 1881 - 3 mars 1883         | 47e            | Élu en 1880. |
| Frank H. Hurd (en)               | Démocrate                        | 4 mars 1883 - 3 mars 1885         | 48e            | Élu en 1882. |
| Jacob Romeis (en)                | Républicain                      | 4 mars 1885 - 3 mars 1889         | 49e , 50e      | Élu en 1884. Réélu en 1886. |
| William E. Haynes (en)           | Démocrate                        | 4 mars 1889 - 3 mars 1891         | 51e            | Élu en 1888. Redécoupage depuis le 7e district. |
| Robert E. Doan (en)              | Républicain                      | 4 mars 1891 - 3 mars 1893         | 52e            | Élu en 1890. |
| William H. Enochs (en)           | Républicain                      | 4 mars 1893 - 13 juillet 1893     | 53e            | Redécoupage depuis le 12e district et réélu en 1892. Décès. |
| Vacant                           | Vacant                           | 13 juillet 1893 - 4 décembre 1893 | 53e            | |
| Hezekiah S. Bundy (en)           | Républicain                      | 4 décembre 1893 - 3 mars 1895     | 53e            | Élu pour terminer le mandat d'Enoch. |
| Lucien J. Fenton (en)            | Républicain                      | 4 mars 1895 - 3 mars 1899         | 54e , 55e      | Élu en 1894. Réélu en 1896. |
| Stephen Morgan (en)              | Républicain                      | 4 mars 1899 - 3 mars 1905         | 56e - 58e      | Élu en 1898. Réélu en 1900. Réélu en 1902. |
| Henry T. Bannon (en)             | Républicain                      | 4 mars 1905 - 3 mars 1909         | 59e , 60e      | Élu en 1904. Réélu en 1906. |
| Adna R. Johnson (en)             | Républicain                      | 4 mars 1909 - 3 mars 1911         | 61e            | Élu en 1908. |
| Robert M. Switzer (en)           | Républicain                      | 4 mars 1911 - 3 mars 1919         | 62e - 65e      | Élu en 1910. Réélu en 1912. Réélu en 1914. Réélu en 1916. Perd sa renomination. |
| Israel Foster (en)               | Républicain                      | 4 mars 1919 - 3 mars 1925         | 66e - 68e      | Élu en 1918. Réélu en 1920. Réélu en 1922. Perd sa renomination. |
| Thomas A. Jenkins (en)           | Républicain                      | 4 mars 1925 - 3 janvier 1959      | 69e - 85e      | Élu en 1924. Réélu en 1926. Réélu en 1928. Réélu en 1930. Réélu en 1932. Réélu en 1934. Réélu en 1936. Réélu en 1938. Réélu en 1940. Réélu en 1942. Réélu en 1944. Réélu en 1946. Réélu en 1948. Réélu en 1950. Réélu en 1952. Réélu en 1954. Réélu en 1956. Retrait. |
| Walter H. Moeller (en)           | Démocrate                        | 3 janvier 1959 - 3 janvier 1963   | 86e , 87e      | Élu en 1958. Réélu en 1960. Perd sa réélection. |
| Pete Abele (en)                  | Républicain                      | 3 janvier 1963 - 3 janvier 1965   | 88e            | Élu en 1962. Perd sa réélection. |
| Walter H. Moeller (en)           | Démocrate                        | 3 janvier 1965 - 3 janvier 1967   | 89e            | Élu en 1964. Perd sa réélection. |
| Clarence E. Miller (en)          | Républicain                      | 3 janvier 1967 - 3 janvier 1993   | 90e - 102e     | Élu en 1966. Réélu en 1968. Réélu en 1970. Réélu en 1972. Réélu en 1974. Réélu en 1976. Réélu en 1978. Réélu en 1980. Réélu en 1982. Réélu en 1984. Réélu en 1986. Réélu en 1988. Réélu en 1990. Redécoupage vers le 6e district et perd sa renomination là-bas.      |
| Martin Hoke (en)                 | Républicain                      | 3 janvier 1993 - 3 janvier 1997   | 103e , 104e    | Élu en 1992. Réélu en 1994. Perd sa renomination. |
| Dennis Kucinich                  | Démocrate                        | 3 janvier 1997 - 3 janvier 2013   | 105e - 112e    | Élu en 1996. Réélu en 1998. Réélu en 2000. Réélu en 2002. Réélu en 2004. Réélu en 2006. Réélu en 2008. Réélu en 2010. Redécoupage vers le 9e district et perd sa renomination là-bas.                                                                                 |
| Mike Turner                      | Républicain                      | 3 janvier 2013 - Présent          | 113e - Présent | Redécoupage depuis le 3e district et réélu en 2012. Réélu en 2014. Réélu en 2016. Réélu en 2018. Réélu en 2020. Réélu en 2022. Réélu en 2024. |

## Résultats des récentes élections
Voici les résultats des dix précédents cycles électoraux dans le district.

## Frontières historiques du district

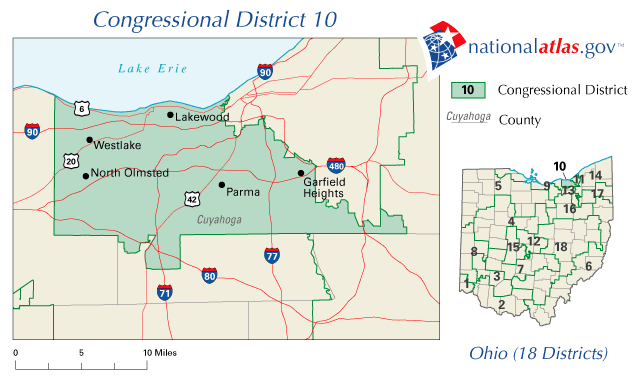
2003 - 2013

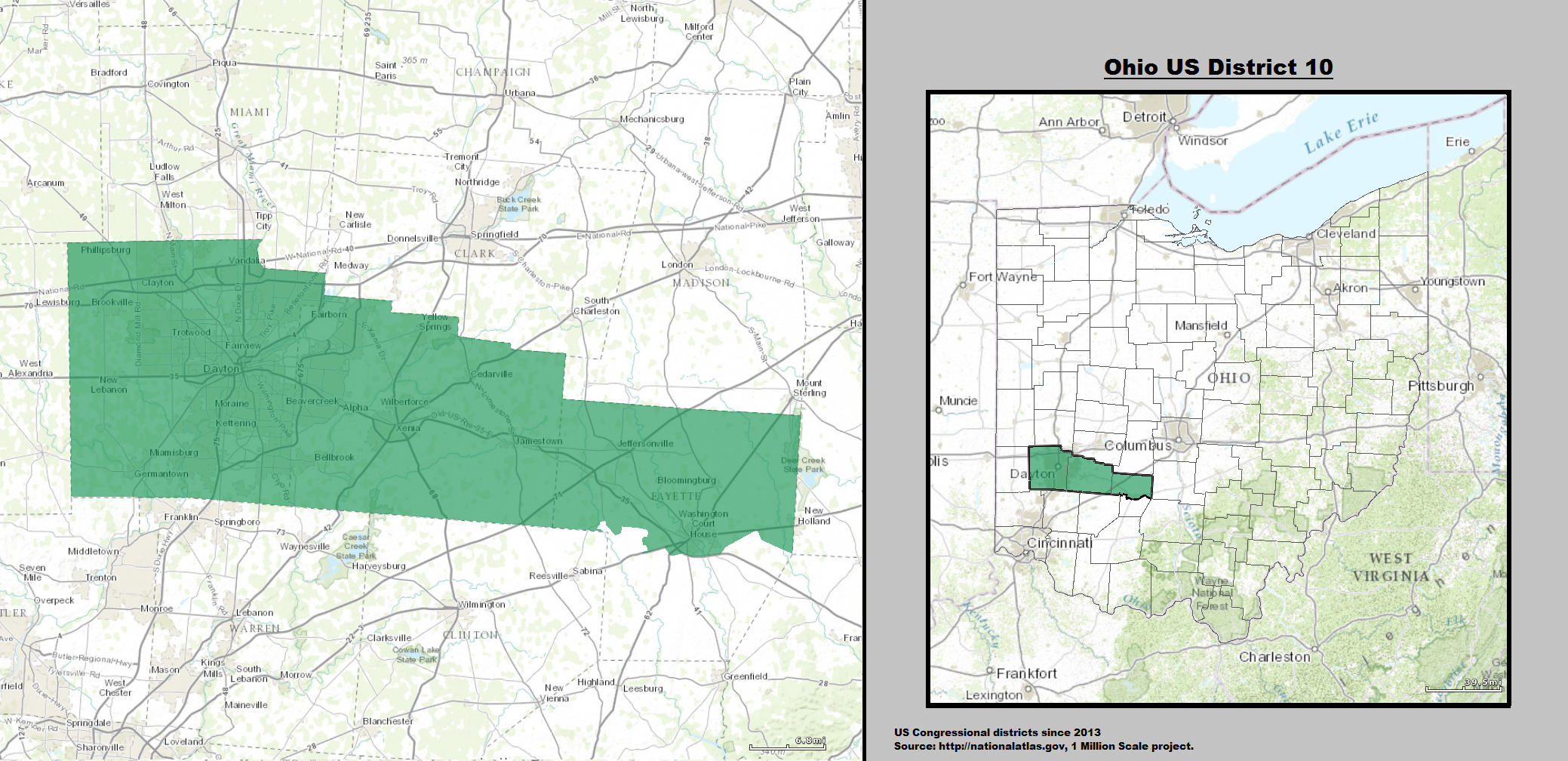
2013 - 2023

### 2004
| Élection de 2004 du 10e district congressionnel de l'Ohio | Élection de 2004 du 10e district congressionnel de l'Ohio | Élection de 2004 du 10e district congressionnel de l'Ohio | Élection de 2004 du 10e district congressionnel de l'Ohio | Élection de 2004 du 10e district congressionnel de l'Ohio |
| --------------------------------------------------------- | --------------------------------------------------------- | --------------------------------------------------------- | --------------------------------------------------------- | --------------------------------------------------------- |
| Parti                                                     | Parti                                                     | Candidat                                                  | Votes                                                     | %                                                         |
|                                                           | Démocrate                                                 | Dennis Kucinich (sortant)                                 | 172 406                                                   | 59,9                                                      |
|                                                           | Républicain                                               | Edward Fitzpatrick Herman                                 | 96 983                                                    | 33,7                                                      |
|                                                           | Indépendant                                               | Barbara Anne Ferris                                       | 18 343                                                    | 6,4                                                       |
| Total des votes                                           | Total des votes                                           | Total des votes                                           | 287 732                                                   | 100 %                                                     |
|                                                           | Les Démocrates conservent                                 |                                                           |                                                           |                                                           |

### 2006
| Élection de 2006 du 10e district congressionnel de l'Ohio | Élection de 2006 du 10e district congressionnel de l'Ohio | Élection de 2006 du 10e district congressionnel de l'Ohio | Élection de 2006 du 10e district congressionnel de l'Ohio | Élection de 2006 du 10e district congressionnel de l'Ohio |
| --------------------------------------------------------- | --------------------------------------------------------- | --------------------------------------------------------- | --------------------------------------------------------- | --------------------------------------------------------- |
| Parti                                                     | Parti                                                     | Candidat                                                  | Votes                                                     | %                                                         |
|                                                           | Démocrate                                                 | Dennis Kucinich (sortant)                                 | 138 393                                                   | 66,4                                                      |
|                                                           | Républicain                                               | Michael D. Dovilla                                        | 69 996                                                    | 33,6                                                      |
| Total des votes                                           | Total des votes                                           | Total des votes                                           | 208 389                                                   | 100 %                                                     |
|                                                           | Les Démocrates conservent                                 |                                                           |                                                           |                                                           |

### 2008
| Élection de 2006 du 10e district congressionnel de l'Ohio | Élection de 2006 du 10e district congressionnel de l'Ohio | Élection de 2006 du 10e district congressionnel de l'Ohio | Élection de 2006 du 10e district congressionnel de l'Ohio | Élection de 2006 du 10e district congressionnel de l'Ohio |
| --------------------------------------------------------- | --------------------------------------------------------- | --------------------------------------------------------- | --------------------------------------------------------- | --------------------------------------------------------- |
| Parti                                                     | Parti                                                     | Candidat                                                  | Votes                                                     | %                                                         |
|                                                           | Démocrate                                                 | Dennis Kucinich (sortant)                                 | 157 268                                                   | 57,0                                                      |
|                                                           | Républicain                                               | Jim Trakas                                                | 107 918                                                   | 39,1                                                      |
|                                                           | Libertarien                                               | Paul Conroy                                               | 10 623                                                    | 3,9                                                       |
| Total des votes                                           | Total des votes                                           | Total des votes                                           | 275 809                                                   | 100 %                                                     |
|                                                           | Les Démocrates conservent                                 |                                                           |                                                           |                                                           |

### 2010
| Élection de 2010 du 10e district congressionnel de l'Ohio | Élection de 2010 du 10e district congressionnel de l'Ohio | Élection de 2010 du 10e district congressionnel de l'Ohio | Élection de 2010 du 10e district congressionnel de l'Ohio | Élection de 2010 du 10e district congressionnel de l'Ohio |
| --------------------------------------------------------- | --------------------------------------------------------- | --------------------------------------------------------- | --------------------------------------------------------- | --------------------------------------------------------- |
| Parti                                                     | Parti                                                     | Candidat                                                  | Votes                                                     | %                                                         |
|                                                           | Démocrate                                                 | Dennis Kucinich (sortant)                                 | 101 343                                                   | 53,1                                                      |
|                                                           | Républicain                                               | Peter J. Corrigan                                         | 83 809                                                    | 43,9                                                      |
|                                                           | Libertarien                                               | Jeff Goggins                                              | 5 874                                                     | 3,1                                                       |
| Total des votes                                           | Total des votes                                           | Total des votes                                           | 191 026                                                   | 100 %                                                     |
|                                                           | Les Démocrates conservent                                 |                                                           |                                                           |                                                           |

### 2012
| Élection de 2012 du 10e district congressionnel de l'Ohio | Élection de 2012 du 10e district congressionnel de l'Ohio | Élection de 2012 du 10e district congressionnel de l'Ohio | Élection de 2012 du 10e district congressionnel de l'Ohio | Élection de 2012 du 10e district congressionnel de l'Ohio |
| --------------------------------------------------------- | --------------------------------------------------------- | --------------------------------------------------------- | --------------------------------------------------------- | --------------------------------------------------------- |
| Parti                                                     | Parti                                                     | Candidat                                                  | Votes                                                     | %                                                         |
|                                                           | Républicain                                               | Mike Turner                                               | 208 201                                                   | 59,5                                                      |
|                                                           | Démocrate                                                 | Sharen Swartz Neuhardt                                    | 131 097                                                   | 37,5                                                      |
|                                                           | Libertarien                                               | David Harlow                                              | 10 373                                                    | 3,0                                                       |
| Total des votes                                           | Total des votes                                           | Total des votes                                           | 349 671                                                   | 100 %                                                     |
|                                                           | Les Républicains prennent aux Démocrates                  |                                                           |                                                           |                                                           |

### 2014
| Élection de 2014 du 10e district congressionnel de l'Ohio | Élection de 2014 du 10e district congressionnel de l'Ohio | Élection de 2014 du 10e district congressionnel de l'Ohio | Élection de 2014 du 10e district congressionnel de l'Ohio | Élection de 2014 du 10e district congressionnel de l'Ohio |
| --------------------------------------------------------- | --------------------------------------------------------- | --------------------------------------------------------- | --------------------------------------------------------- | --------------------------------------------------------- |
| Parti                                                     | Parti                                                     | Candidat                                                  | Votes                                                     | %                                                         |
|                                                           | Républicain                                               | Mike Turner (sortant)                                     | 130 752                                                   | 65,2                                                      |
|                                                           | Démocrate                                                 | Robert Klepinger                                          | 63 249                                                    | 31,5                                                      |
|                                                           | Libertarien                                               | David Harlow                                              | 6 605                                                     | 3,3                                                       |
| Total des votes                                           | Total des votes                                           | Total des votes                                           | 200 606                                                   | 100 %                                                     |
|                                                           | Les Républicains conservent                               |                                                           |                                                           |                                                           |

### 2016
| Élection de 2016 du 10e district congressionnel de l'Ohio | Élection de 2016 du 10e district congressionnel de l'Ohio | Élection de 2016 du 10e district congressionnel de l'Ohio | Élection de 2016 du 10e district congressionnel de l'Ohio | Élection de 2016 du 10e district congressionnel de l'Ohio |
| --------------------------------------------------------- | --------------------------------------------------------- | --------------------------------------------------------- | --------------------------------------------------------- | --------------------------------------------------------- |
| Parti                                                     | Parti                                                     | Candidat                                                  | Votes                                                     | %                                                         |
|                                                           | Républicain                                               | Mike Turner (sortant)                                     | 215 724                                                   | 64,1                                                      |
|                                                           | Démocrate                                                 | Robert Klepinger                                          | 109 981                                                   | 32,7                                                      |
|                                                           | Indépendant                                               | Thomas McMasters                                          | 10 890                                                    | 3,2                                                       |
|                                                           | Write-In                                                  | Write-In                                                  | 7                                                         | 0,0                                                       |
| Total des votes                                           | Total des votes                                           | Total des votes                                           | 336 602                                                   | 100 %                                                     |
|                                                           | Les Républicains conservent                               |                                                           |                                                           |                                                           |

### 2018
| Élection de 2018 du 10e district congressionnel de l'Ohio | Élection de 2018 du 10e district congressionnel de l'Ohio | Élection de 2018 du 10e district congressionnel de l'Ohio | Élection de 2018 du 10e district congressionnel de l'Ohio | Élection de 2018 du 10e district congressionnel de l'Ohio |
| --------------------------------------------------------- | --------------------------------------------------------- | --------------------------------------------------------- | --------------------------------------------------------- | --------------------------------------------------------- |
| Parti                                                     | Parti                                                     | Candidat                                                  | Votes                                                     | %                                                         |
|                                                           | Républicain                                               | Mike Turner (sortant)                                     | 157 554                                                   | 55,9                                                      |
|                                                           | Démocrate                                                 | Theresa Gasper                                            | 118 785                                                   | 42,2                                                      |
|                                                           | Libertarien                                               | David Harlow                                              | 5 387                                                     | 1,9                                                       |
| Total des votes                                           | Total des votes                                           | Total des votes                                           | 281 726                                                   | 100 %                                                     |
|                                                           | Les Républicains conservent                               |                                                           |                                                           |                                                           |

### 2020
| Élection de 2020 du 10e district congressionnel de l'Ohio | Élection de 2020 du 10e district congressionnel de l'Ohio | Élection de 2020 du 10e district congressionnel de l'Ohio | Élection de 2020 du 10e district congressionnel de l'Ohio | Élection de 2020 du 10e district congressionnel de l'Ohio |
| --------------------------------------------------------- | --------------------------------------------------------- | --------------------------------------------------------- | --------------------------------------------------------- | --------------------------------------------------------- |
| Parti                                                     | Parti                                                     | Candidat                                                  | Votes                                                     | %                                                         |
|                                                           | Républicain                                               | Mike Turner (sortant)                                     | 212 972                                                   | 58,4                                                      |
|                                                           | Démocrate                                                 | Desiree Tims                                              | 151 976                                                   | 41,6                                                      |
| Total des votes                                           | Total des votes                                           | Total des votes                                           | 364 948                                                   | 100 %                                                     |
|                                                           | Les Républicains conservent                               |                                                           |                                                           |                                                           |

### 2022
| Primaire Républicaine de 2022 du 10e district congressionnel de l'Ohio | Primaire Républicaine de 2022 du 10e district congressionnel de l'Ohio | Primaire Républicaine de 2022 du 10e district congressionnel de l'Ohio | Primaire Républicaine de 2022 du 10e district congressionnel de l'Ohio | Primaire Républicaine de 2022 du 10e district congressionnel de l'Ohio |
| ---------------------------------------------------------------------- | ---------------------------------------------------------------------- | ---------------------------------------------------------------------- | ---------------------------------------------------------------------- | ---------------------------------------------------------------------- |
| Parti                                                                  | Parti                                                                  | Candidat                                                               | Votes                                                                  | %                                                                      |
|                                                                        | Républicain                                                            | Mike Turner (sortant)                                                  | 65 734                                                                 | 100 %                                                                  |

| Primaire Démocrate de 2022 du 10e district congressionnel de l'Ohio | Primaire Démocrate de 2022 du 10e district congressionnel de l'Ohio | Primaire Démocrate de 2022 du 10e district congressionnel de l'Ohio | Primaire Démocrate de 2022 du 10e district congressionnel de l'Ohio | Primaire Démocrate de 2022 du 10e district congressionnel de l'Ohio |
| ------------------------------------------------------------------- | ------------------------------------------------------------------- | ------------------------------------------------------------------- | ------------------------------------------------------------------- | ------------------------------------------------------------------- |
| Parti                                                               | Parti                                                               | Candidat                                                            | Votes                                                               | %                                                                   |
|                                                                     | Démocrate                                                           | David Esrati                                                        | 10 473                                                              | 31,4                                                                |
|                                                                     | Démocrate                                                           | Jeff Hardenbrook                                                    | 8 633                                                               | 25,9                                                                |
|                                                                     | Démocrate                                                           | Baxter Stapleton                                                    | 8 529                                                               | 25,5                                                                |
|                                                                     | Démocrate                                                           | Kirk Benjamin                                                       | 5 760                                                               | 17,2                                                                |

| Élection de 2022 du 10e district congressionnel de l'Ohio | Élection de 2022 du 10e district congressionnel de l'Ohio | Élection de 2022 du 10e district congressionnel de l'Ohio | Élection de 2022 du 10e district congressionnel de l'Ohio | Élection de 2022 du 10e district congressionnel de l'Ohio |
| --------------------------------------------------------- | --------------------------------------------------------- | --------------------------------------------------------- | --------------------------------------------------------- | --------------------------------------------------------- |
| Parti                                                     | Parti                                                     | Candidat                                                  | Votes                                                     | %                                                         |
|                                                           | Républicain                                               | Mike Turner (sortant)                                     | 168 327                                                   | 61,7                                                      |
|                                                           | Démocrate                                                 | David Esrati                                              | 104 634                                                   | 38,3                                                      |
| Total des votes                                           | Total des votes                                           | Total des votes                                           | 272 961                                                   | 100 %                                                     |
|                                                           | Les Républicains conservent                               |                                                           |                                                           |                                                           |

### 2024
| Primaire Républicaine de 2022 du 10e district congressionnel de l'Ohio | Primaire Républicaine de 2022 du 10e district congressionnel de l'Ohio | Primaire Républicaine de 2022 du 10e district congressionnel de l'Ohio | Primaire Républicaine de 2022 du 10e district congressionnel de l'Ohio | Primaire Républicaine de 2022 du 10e district congressionnel de l'Ohio |
| ---------------------------------------------------------------------- | ---------------------------------------------------------------------- | ---------------------------------------------------------------------- | ---------------------------------------------------------------------- | ---------------------------------------------------------------------- |
| Parti                                                                  | Parti                                                                  | Candidat                                                               | Votes                                                                  | %                                                                      |
|                                                                        | Républicain                                                            | Mike Turner (sortant)                                                  | 61 941                                                                 | 100 %                                                                  |

| Primaire Démocrate de 2022 du 10e district congressionnel de l'Ohio | Primaire Démocrate de 2022 du 10e district congressionnel de l'Ohio | Primaire Démocrate de 2022 du 10e district congressionnel de l'Ohio | Primaire Démocrate de 2022 du 10e district congressionnel de l'Ohio | Primaire Démocrate de 2022 du 10e district congressionnel de l'Ohio |
| ------------------------------------------------------------------- | ------------------------------------------------------------------- | ------------------------------------------------------------------- | ------------------------------------------------------------------- | ------------------------------------------------------------------- |
| Parti                                                               | Parti                                                               | Candidat                                                            | Votes                                                               | %                                                                   |
|                                                                     | Démocrate                                                           | Amy Cox                                                             | 22 640                                                              | 63,3                                                                |
|                                                                     | Démocrate                                                           | David Esrati                                                        | 7 767                                                               | 21,7                                                                |
|                                                                     | Démocrate                                                           | Tony Pombo                                                          | 3 296                                                               | 9,2                                                                 |
|                                                                     | Démocrate                                                           | Joseph Kuzniar                                                      | 2 046                                                               | 5,7                                                                 |

| Élection de 2024 du 10e district congressionnel de l'Ohio | Élection de 2024 du 10e district congressionnel de l'Ohio | Élection de 2024 du 10e district congressionnel de l'Ohio | Élection de 2024 du 10e district congressionnel de l'Ohio | Élection de 2024 du 10e district congressionnel de l'Ohio |
| --------------------------------------------------------- | --------------------------------------------------------- | --------------------------------------------------------- | --------------------------------------------------------- | --------------------------------------------------------- |
| Parti                                                     | Parti                                                     | Candidat                                                  | Votes                                                     | %                                                         |
|                                                           | Républicain                                               | Mike Turner (sortant)                                     | 213 695                                                   | 57,64                                                     |
|                                                           | Démocrate                                                 | Amy Cox                                                   | 145 420                                                   | 39,22                                                     |
|                                                           | Indépendant                                               | Michael Harbaugh                                          | 11 631                                                    | 3,14                                                      |
| Total des votes                                           | Total des votes                                           | Total des votes                                           | TBD                                                       | 100 %                                                     |
|                                                           | Les Républicains conservent                               |                                                           |                                                           |                                                           |